# けいたろう
けいたろう（12月14日 - ）は、日本の俳優、男性声優。千葉県出身。C&Oプロダクション所属。

## 出演

### テレビアニメ
- きらりん☆レボリューション（2007年 - 2008年、音楽番組司会、秘書）
- 戦国コレクション（2012年、松子 / キャスター / 魚屋店主）
- おまかせ!みらくるキャット団（2015年、大河原 河大[2]）
- TO BE HERO X（2025年、校長[3]）

### ゲーム
- 0時の鐘とシンデレラ〜Halloween Wedding〜（2013年）
- ゼノブレイド2（2017年）

### ドラマCD
- テイルズ オブ エターニア（時期不明）
- メイド刑事（2008年、伊波光彦）
- ドラマCD あまつ乙女の争奪さわぎ 〜ほろ酔い祇園の夢一夜〜（2012年）

### 吹き替え

#### 映画（吹き替え）
- ダブルブレイド（英語版）（2008年、ベテランFBI）※国内外劇場未公開
- デッドプール&ウルヴァリン（2024年[4]）

#### アニメ
- ミュータント・タートルズ（2007年 - 2008年、ハニーカット教授 / 少尉）- 2シーズン

### ラジオ
- TOKYO FM 千葉繁のスパイラルワールド

### ドラマ（実写）
- 人生が変わる1分間の深イイ話 再現ドラマ
- 天才てれびくんMAXドラマパート
- 行列のできる法律相談所 再現ドラマ
- さんま&SMAP美女と野獣のクリスマススペシャル2007 再現ドラマ

### 映画
- 講談少年パパンパン（2006年[5]）
- 転がれ!たま子（2006年）
- グラッフリーター 刀牙（2012年）

### VP
- 三菱自動車「三菱標準受付スタイル」（客）
- NTTコミュニケーションズ

### 舞台
- 「Re-Lofe」 天然バカns!
- 「エンジェルタッチ」 バーストマン
- 「乱と生きる」 東京モダン倶楽部
- 2004年第二回公演より〜2007年ファイナル公演まで連続出演
  - 「じゃあいっそチュッパチャップス」
  - 「バルズシェアー」
  - 「だみ声まつり」
- スティンキープロジェクト
  - 2006第2回公演「蒸熱の嵐」
  - 2007第3回公演「B面で恋をして」
  - 2008第4回公演「コスモス」
- 「YAMATO」東京スタイル
- 「孫悟空」劇団東少
- 「エネルギーを考えるサイエンスライヴショー」（財）省エネルギーセンター
- 「チャーリーズヘンジェル」2008
- 「チャーリーズヘンジェル」2010
- 「月あかり」FallenAngels